# سيباستيان جابريسو
سيباستيان جابريسو (4 يوليو 1931 - 4 مارس 2003) هو سيناريست ومخرج فرنسي.

## روابط خارجية
- سيباستيان جابريسو على موقع IMDb (الإنجليزية)
- سيباستيان جابريسو على موقع ألو سيني (الفرنسية)
- سيباستيان جابريسو على موقع أول موفي (الإنجليزية)
- سيباستيان جابريسو على موقع قاعدة بيانات الأفلام السويدية (السويدية)
- سيباستيان جابريسو على موقع قاعدة بيانات الفيلم (الإنجليزية)
- سيباستيان جابريسو على موقع كينوبويسك (الروسية)